# Бабич Михайло Федорович
Миха́йло Фе́дорович Ба́бич (Бабичев) (нар. 1820-ті — пом. після 1875, Суми) — український актор, драматург, антрепренер, купець і меценат.

## Життєпис
Народився у родині торговця. Закінчив Сумське повітове училище.
Писав комедії про життя селянської верхівки, представників місцевого суду. У творах розкривались конфлікти у селянській родині.
На власні кошти у 1864 році спорудив приміщення театру в Сумах, де 1865 року заснував власний театр. У репертуарі були вистави:
- «Сватання на Гончарівці» Григорія Квітки-Основ'яненка (1865);
- «Весілля Кречинського» Олександра Сухово-Кобиліна (1865);
- «Одруження» Миколи Гоголя (1865);
- «Назар Стодоля» Тараса Шевченка (1867);
- «Ліс» Олександра Островського (1872).

В 1875 році театр припинив діяльність.
Писав драматичні твори, присвячені життю тогочасного села, головним чином комедії. Автор п'єс
- «Чудна комедія, або Не роздивився, з ким перевінчався»;
- «Смішний погляд, або Справа навпаки»;
- «Чумак, або Моторна дівчина»;
- «Гусар, або Цікава думка» (1873).

Написані в 1860—1870-ті роки п'єси входили до репертуару сумської, харківської та інших український театральних труп.